# Oude Annalen van Świętokrzyskie

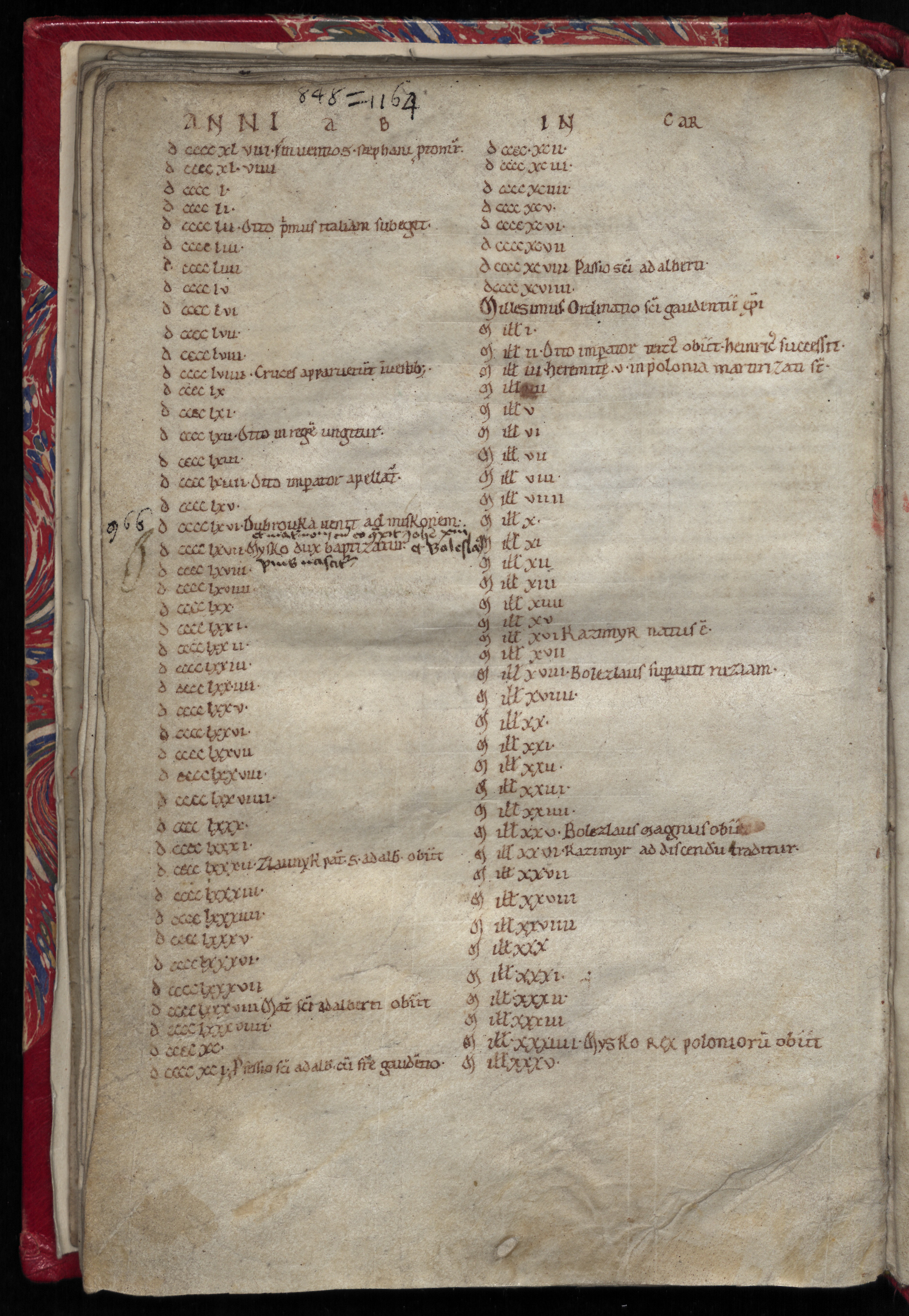
De Oude Annalen van Świętokrzyskie.

De Oude Annalen van Świętokrzyskie (Pools: Rocznik świętokrzyski dawny) is een 12e-eeuwse Latijnse annalistische tekst die in het bisdom Krakau door verschillende auteurs is opgesteld. Onderzoekers zijn het over eens dat zowel de onderdelen in de Oude Annalen als die in de Annalen van Krakau over de periode tot en met 1119 gebaseerd zijn op één en dezelfde verloren bron.
De annalen werden in 2016 genomineerd voor op de Poolse Werelderfgoedlijst voor documenten.